# Bastion Halberstadt

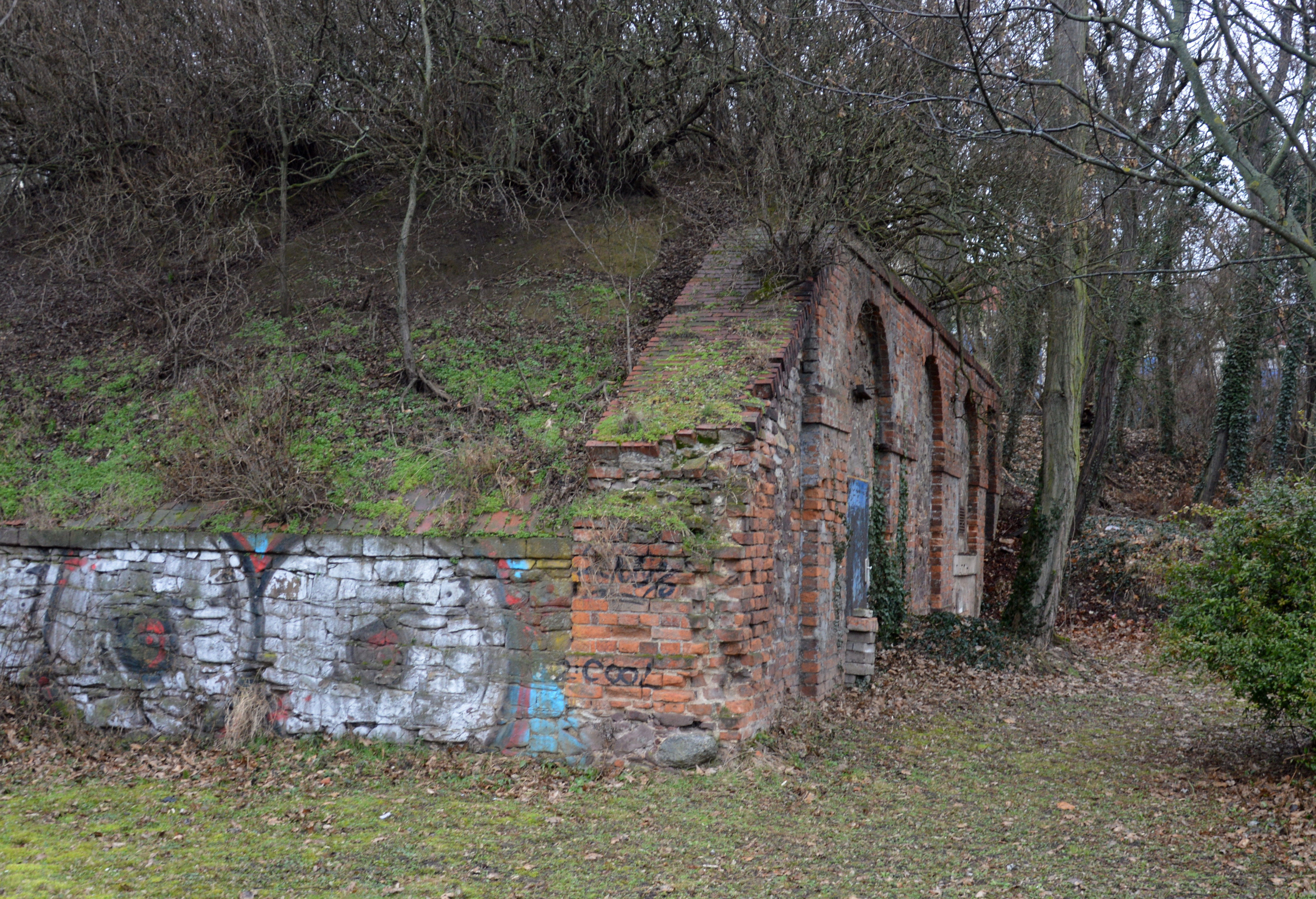
Bastion Halberstadt, 2017

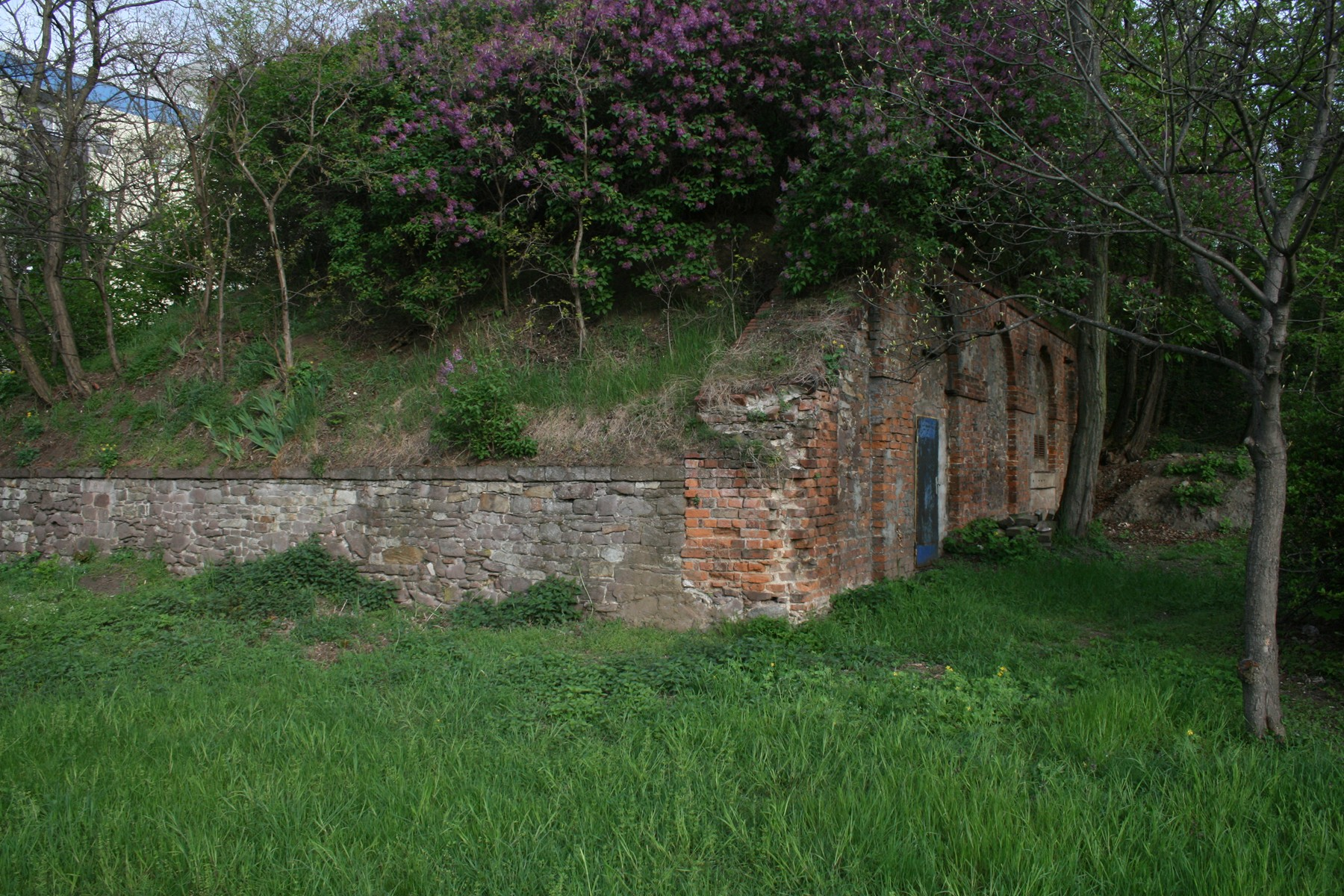
2012

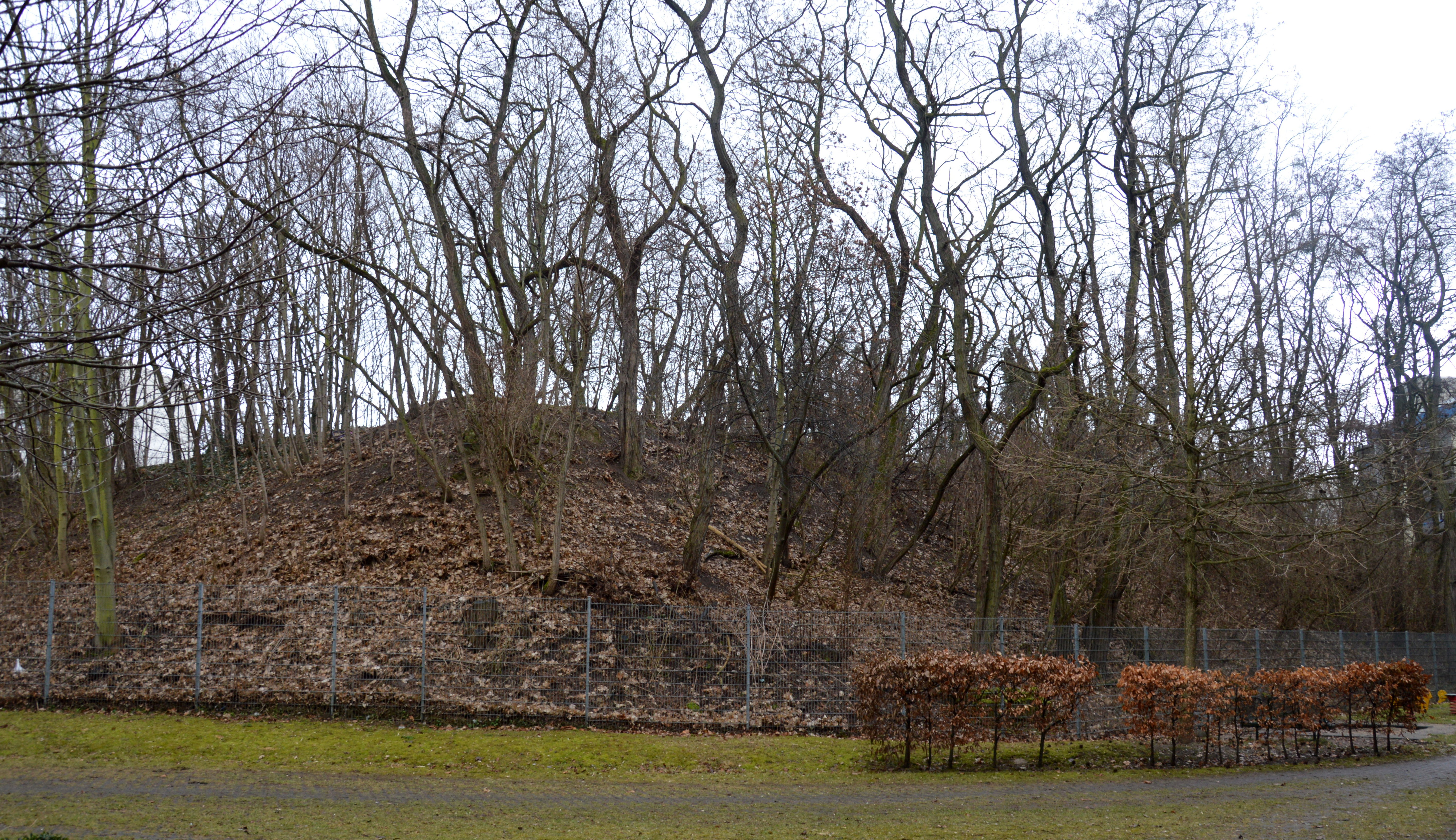
Blick auf die Erdabdeckung von Norden, 2017

Die Bastion Halberstadt ist eine ehemalige Bastion der Festung Magdeburg in Magdeburg in Sachsen-Anhalt. Die erhaltenen Reste der Bastion stehen unter Denkmalschutz.

## Lage
Sie befindet sich auf der nordwestlichen Seite der Erzbergerstraße im nördlichen Teil der Magdeburger Altstadt.

## Architektur und Geschichte
Die Bastion wurde zwischen 1680 und 1713 errichtet und stellt den letzten Rest des ältesten Festungsgürtels der preußischen Festung Magdeburg, aus der Zeit bis 1713 dar. In der Zeit um 1850 wurden in die Bastion Kasematten eingebaut. Sie bestehen aus Ziegel- und Bruchsteinen und sind mit einer Erdabdeckung versehen. Die Erddeckung ist heute (Stand 2017) mit Bäumen bewachsen.
Die Bezeichnung Halberstadt bezieht sich auf das 1648 an die Mark Brandenburg gelangte Fürstentum Halberstadt. Die Bastionen der Festung Magdeburg waren nach Erwerbungen Brandenburgs im 17. und 18. Jahrhundert benannt. Die Benennung war im Zeitraum bis 1712 erfolgt.
Die Bastion war Teil der nordwestlichen Front der Festung und gehörte zum inneren Ring. Ihr waren feldseitig die Kontergarde Halberstadt und die Bastion Heinrich vorgelagert. Im inneren Ring war südlich die Bastion Magdeburg und nördlich die Bastion Hessen benachbart.
Im örtlichen Denkmalverzeichnis ist die Bastion unter der Erfassungsnummer 094 17408 als Baudenkmal verzeichnet.